# Cesare G. De Michelis

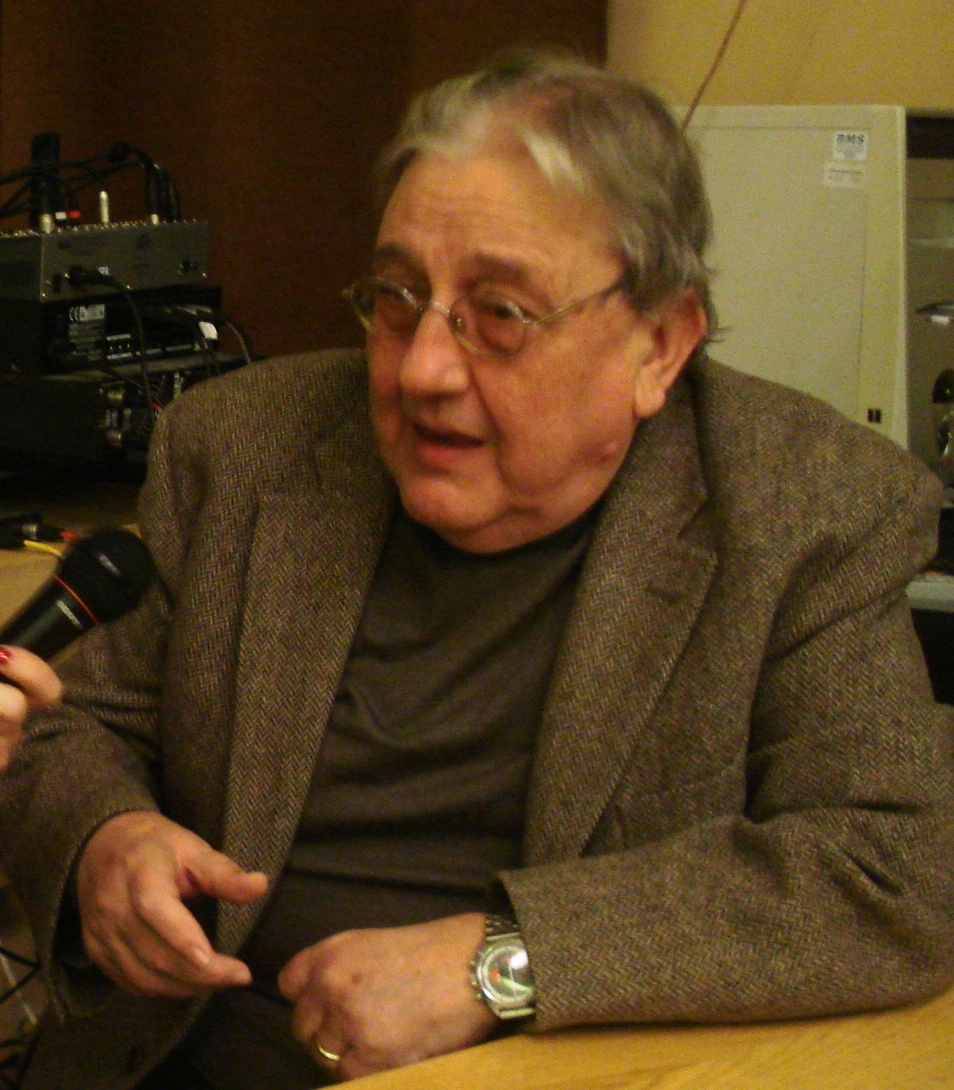
Cesare G. De Michaelis, 2014

Cesare G. De Michelis (* 20. April 1944 in Rom) ist ein italienischer Literaturwissenschaftler, Hochschullehrer und Ordinarius für russische Literatur und Autor.

## Werdegang
De Michelis studierte nach Erlangung der Hochschulreife Literaturwissenschaft u. a. an der Lomonossow-Universität Moskau und wurde nach Vorlage seiner Dissertation 1967 zum Doktor der Philosophie promoviert. Im folgenden Jahr begann er als Wissenschaftler an der Universität von Rom zu arbeiten. Ab 1971 war er Dozent für russische Sprache an der Universität von Camerino, ab 1972 für russische Sprache und Literatur an der Universität von Bari, wo er sich 1977 habilitierte. 1981 wurde er zum Ordinarius für russische Literatur an der Universität Rom/Tor Vergata berufen. Er war Mitglied der Stiftung der Forschungsakademie für Slawistik und war ein Jahrzehnt lang (1984–1994) deren Koordinator. Er war auch der erste Präsident der Fakultät für Fremdsprachen und fremdsprachliche Literaturen der neuen Institution in Tor Vergata. Neben seinem Engagement für italienische Universitäten führte er Konferenzen und Seminare an verschiedenen ausländischen Standorten durch, so in Moskau, Petersburg, Paris, Genf, Basel, Prag, Frankfurt, Jerusalem und an den Universitäten von Yale und Stanford (USA).
Neben seiner akademischen Lehrtätigkeit wirkt er als Publizist, schreibt für das Feuilleton der Tageszeitung „La Repubblica“ und gibt die Reihe le betulle im Verlag Marsilio (Venedig) heraus. Er ist Korrespondent der Sozietät Puškin in Moskau.
De Michaelis machte besonders auf sich aufmerksam mit der sprachwissenschaftlichen Untersuchung der sogenannten Protokolle der Weisen von Zion, die er auf ein erfundenes Machwerk russischer Geheimdienstkreise zurückführte. Bisher ist keine glaubwürdige Widerlegung seiner These vorgelegt worden.
Mit seinen Arbeiten und besonders mit seinem Buch zu den erfundenen „Protokollen“ tritt er auch bei geschichtspolitischen Veranstaltungen auf, die der Auseinandersetzung mit der Shoa und dem Kampf gegen den Antisemitismus gewidmet sind, so bei einem Vortrag am 28. Januar 2010 im Italienischen Kulturinstitut von Frankfurt am Main.
De Michaelis war Mitglied der Christlichen Friedenskonferenz und Teilnehmer der II. Allchristlichen Friedensversammlung, die 1964 in Prag stattfand.

## Werke
- Pasternak, La Nuova Italia. Firenze 1968.
- Le illusioni e i simboli (K. Fofanov). Marsilio, Venezia 1973.
- Il futurismo italiano in Russia. De Donato, Bari 1973.
- I tredicesimo apostolo. Claudiana, Torino 1975.
- I nomi dell’Avversario. Meynier, Torino 1989.
- La Valdesia di Novgorod. «Giudaizzanti» e prima riforma (sec. XV). Claudiana, Torino, 1993.
- Il manoscritto inesistente. I “Protocolli dei savi di Sion”. Un apocrifo del XX secolo. Marsilio, Venezia 1998; 2. Aufl. 2004.
- The Non-Existent Manuscript. A Study of the “Protocols of the Sages of Zion”. Nebraska University Press, 2004, ISBN 978-0-8032-1727-0.
- «Protokoly sionskich mudrecov» nesušestvujuščij manuskript, ili podlog veka. Met-Kovčeg, Minsk-Moskva 2006.
- La giudeofobia in Russia. Bollati Boringhieri, Torino 2001.
- L’avanguardia trasversale. Il futurismo tra Italia e Russia. Marsilio, Venezia 2009, ISBN 978-88-317-9713-9.

### Aufsätze
- Alexander Solschenizyn gestorben. In: La Repubblica, Italien, 4. August 2008.

## Ehrungen
- „Premio Calabria“ für ausländische Literaturen 1997